# Xã East Norwegian, Quận Schuylkill, Pennsylvania
Xã East Norwegian (tiếng Anh: East Norwegian Township) là một xã thuộc quận Schuylkill, tiểu bang Pennsylvania, Hoa Kỳ. Năm 2010, dân số của xã này là 863 người.